# We must
「We must」（ウィー・マスト）は、Aqua Timezの8作目の配信限定シングル。2016年6月1日に配信開始。

## 概要
前作「閃光」以来、約7ヵ月ぶりの配信限定シングル。
Aqua Timez史上初の47都道府県ツアー『"Back to You"tour 2015-2016』で披露されてきた楽曲。

## 収録曲
1. We must [5:17]